# Bol'šemurtinskij rajon
Il Bol'šemurtinskij rajon è un rajon (distretto) del kraj di Krasnojarsk, nella Russia siberiana centrale; il capoluogo è l'insediamento di tipo urbano di Bol'šaja Murta.